# 키드갱
키드갱은 신영우가 연재한 만화이다. 1998년 1권을 발간했고, 2007년에 21권을 발간했다. 2011년 22권 발간, 2012년 2월 15일 1권부터 네이버 웹툰 연재 시작
2007년에 드라마로 제작되어, OCN에서 방영하였다.

## 주요 인물
- 강대봉(강거봉)
- 이칼날
- 마홍구
- 오한표
- 강철수(한빈)